# Basslautencister
Die Basslautencister ist eine historische Kastenhalslaute. Neben einem Originalinstrument in der Abteilung für alte Instrumente im Kunsthistorischen Museum in Wien ist kein weiteres Instrument dieser Art bekannt. Niemand kennt den Klang und die Stimmung des Originals, da es sich nicht mehr stimmen lässt. Eine originalgetreue Rekonstruktion wurde als Projekt in der Fachschule für Streich- und Zupfinstrumentenbau in Hallstatt im Jahr 2013 durchgeführt.

## Entstehungsgeschichte
Die Basslautencister entstand wahrscheinlich um 1594/95 in Oberitalien. 1596 wurde sie erstmals im Inventar der Wunderkammer des Schlosses Ambras in Tirol mit dem Wortlaut „mer ain grosse selzame lauten mit zween krägen und drei stern“ vermerkt. Das Originalinstrument befindet sich im Kunsthistorischen Museum in Wien und lässt sich nicht mehr spielen. Für eine Datierung im ausgehenden 16. Jahrhundert spricht die dendrochronologische Untersuchung. Der jüngste Jahresring konnte mit dem Jahr 1576 bestimmt werden. Aber nach der Stilistik und Formensprache des Korpusumrisses und der Wirbelkästen zu urteilen, ist dieses Instrument in die Frührenaissance zu setzen und die Fischblasenrosetten sind in spätgotischer Manier gestaltet. Der oder die Meister verwendeten folglich alte Stilelemente. Im Instrument ist keine Signatur vorhanden, aber aus den Forschungen von Diego Cantalupi geht hervor, dass die Basslautencister im Auftrag von Alfonso II. d’Este entstand. Christofano Heberle war ein deutscher, im Gebiet um Padua ansässiger Geigen- und Lautenbauer, der nachweislich von Alessandro Piccinini aufgesucht wurde, um eine Laute mit langem Korpus zu bauen. Im Kunsthistorischen Museum wird diese Laute allerdings Wendelin Tiefenbrucker zugeschrieben. Die sogenannte „Corpo longo“ befindet sich im KHM Wien und ist ein ähnlicher Prototyp wie die Basslautencister. Die „Liuto dal corpo longo“ war klanglich und spieltechnisch ein Fehlgriff. Die große Distanz zwischen den zwei Stegen erschwert den optimalen Anschlag neben der Saitenaufhängung.
Auf ausdrücklichen Wunsch des Herzogs Alfonso II. sollte Piccinini einen oder mehrere Geigenbauer in Padua finden, die bereit waren, eine sonderbare Laute mit einem seltsamen „Buckel“ herzustellen. Diese Laute wurde allerdings nicht sofort fertiggestellt, da die Geigenbauer (unter anderem Piccinini) sich wohl von Anfang an darüber im Klaren waren, dass dieses Instrument schwer zu bespielen sei und klanglich nicht an das gewünschte Ziel heranreichen würde. Die Basslautencister ist wahrscheinlich dieses beschriebene Instrument mit dem seltsamen „Buckel“. Für den Basso Continuo wurden Instrumente benötigt, die einen Tonumfang in tiefe Register ermöglichten.

## Beschreibung
Die Stimmung dieses Instrumentes lässt sich von der vorhandenen Platzierung der Bünde und Stege ableiten. Allerdings wurden die Stege des originalen Instrumentes nachträglich versetzt, was somit den Nachweis der originalen Stimmung erschwerte. Es handelt sich um eine mitteltönige Stimmung, höchstwahrscheinlich um eine vierteltönig mitteltönige Stimmung. Dabei werden die Bünde so gesetzt, dass möglichst reine Terzen als Intervalle am Griffbrett spielbar werden. Der Nachteil dieser Stimmung ist, dass andere Intervalle nicht mehr rein klingen. Diese sogenannten „Wolfsquinten“ klingen falsch und sollen daher nicht gespielt werden. Im Quintenzirkel der mitteltönigen Stimmung sind die Terzen mit 386,31 Cent bis auf ein paar Ausnahmen rein. Die Quinten sind mit 698,58 Cent etwas erniedrigt. Auffallend ist, dass sich bei dieser Addition der Terzen über den Quintenzirkel der Kreis nicht schließt, sondern beim Gis bzw. As eine Differenz von 41,04 Cent entsteht. Das entspricht fast einem halben Halbton (ein Halbton = 100 Cent). Gis/As können somit bei der mitteltönigen Stimmung nicht enharmonisch verwechselt werden (siehe enharmonische Verwechslung). Die zwei Töne klingen also nicht gleich.
Rekonstruierte Stimmung des Instrumentes
Basschöre mit Oktavsaite:
Kontra C / Groß C ;
Kontra D / Groß D ;
Kontra F / Groß F ;
Kontra A / Groß A ;
Spielchöre
Klein D / Klein D ;
Klein G / Klein G ;
Klein C / Klein C ;
Klein E / Klein E ;
Klein A / Klein A ;
D' / D' ;
Diskantsaiten
g' ;
c' ;
f' ;
Das Instrument ist eine Mischung aus Cister und Laute. Die Dimensionen des Instruments sind: 1754 mm × 570 mm × 194 mm. Die Bauweise ist für Cistern typisch in Zargenaufbau und fest montierte Bünde (Tastini). Drei mehrteilige, aus Ahorn-, Walnussholz und Pergament bestehende Rosetten sind in die Decke eingesetzt. Die Basslautencister im Kunsthistorischen Museum in Wien hat eine grundierte und lackierte Oberfläche, eine Fichtendecke (im Radialschnitt), einen Fichtenboden (im Flader oder Tangentialschnitt). Decke und Boden sind aufgrund der großen Breite mehrfach gefügt. Die Basslautencister besitzt Zargen aus Ahorn, zwei Lautenwirbelkästen für Bass- und Spielsaiten sowie unterschiedliche Mensuren von 1268 mm (Grand jeu) zu 296 mm (Petit jeu). Drei einzelne Diskantsaiten reichen bis in hohe Tonlagen und können nicht verkürzt werden. Die Basssaiten sind doppelchörig (mit Oktavsaite) und als Bordunsaiten ausgeführt. Bis auf das höchste Saitenpaar des Grand jeu können diese nicht verkürzt werden. Die Basslautencister ist 13-chörig, 4 mal 2 Bass-, 6 mal 2 Spiel- und drei Diskantsaiten ergeben insgesamt 23 Darmsaiten. Es war wohl ein Versuch, mit diesem Instrument einen möglichst großen Tonumfang abzudecken.